# Нил, Джон (футболист)
Джон Нил (англ. John Neal; 3 апреля 1932, Дарем — 24 ноября 2014) — английский футболист и тренер.

## Биография
Выступал на позиции защитник за разные клубы, в том числе «Халл Сити», «Суиндон Таун», «Астон Виллу» и «Саутенд Юнайтед». Его карьера достигла максимума в «Астон Вилле», с которой он выиграл титул чемпиона Второго дивизиона в сезоне 1959/60 и Кубок Футбольной лиги в 1961 году.
В 1968 году после завершения карьеры игрока, он был назначен на пост главного тренера «Рексема», с которым завоевал два Кубка Уэльса и вывел клуб в 1/4 финала Кубка обладателей кубков УЕФА сезона 1975/76, что является лучшим достижением клуба в еврокубках. Ещё два года назад, в 1974 году он впервые в истории клуба вывел «Рексем» в 1/4 финала Кубка Англии. В 1977 году Нил сменил Джека Чарльтона на посту тренера «Мидлсбро», но из-за разногласий с советом директоров клуба покинул пост.
В мае 1981 года Джон Нил был назначен главным тренером «Челси». Вместе со своим помощником Яном Макнилом он унаследовал клуб, который находился в полном финансовом крахе. Его первые годы в клубе не увенчались успехом. В сезоне 1982/83 клуб едва не вылетел в Третий дивизион, всё решилось только в последней игре, в драматической победе над «Болтон Уондерерс». Тем не менее у Нила было очень хорошее чутьё на игроков. Он подписал футболистов, которые будут в дальнейшем показывать впечатляющую игру, такие как Дэвид Спиди, Керри Диксон, Пэт Невин, Найджел Спэкмен и Эдди Недзвецки, за которых в общей сложности было отдано меньше, чем 500 тысяч фунтов. В сезоне 1983/84, всего через год после того как клуб почти не был понижен в классе, «Челси» стал чемпионом Второго дивизиона и вышел в элиту.
По возвращении в Первый дивизион, клуб укрепил свои позиции под руководством Нила и даже некоторое время боролся за место в еврокубках. Закончив сезон 1984/85 на 6-м месте, Нил ушёл на пенсию из-за плохого состояния здоровья. В 1986 году ему была сделана операция на сердце. Проживал в Рексеме. 24 ноября 2014 года, Джон Нил умер в возрасте 82-х лет.

## Тренерская статистика
| Команда  | Страна      | Начало работы   | Завершение работы | Показатели | Показатели | Показатели | Показатели | Показатели |
| Команда  | Страна      | Начало работы   | Завершение работы | М          | В          | Н          | П          | % побед    |
| -------- | ----------- | --------------- | ----------------- | ---------- | ---------- | ---------- | ---------- | ---------- |
| Рексем   | Флаг Уэльса | 1 сентября 1968 | 19 мая 1977       | 474        | 199        | 125        | 150        | 41,98      |
| Мидлсбро | Флаг Англии | 1 июня 1977     | 31 мая 1981       | 196        | 69         | 52         | 75         | 35,20      |
| Челси    | Флаг Англии | 1 июня 1981     | 11 июня 1985      | 204        | 84         | 61         | 59         | 41,18      |
| Итого    | Итого       | Итого           | Итого             | 874        | 352        | 238        | 284        | 40,27      |

## Достижения

### В качестве игрока
«Астон Вилла»
- Чемпион Второго дивизиона (1): 1959/60
- Обладатель Кубка Футбольной лиги (1): 1961
- Итого: 2 трофея

### В качестве тренера
«Рексем»
- Обладатель Кубка Уэльса (2): 1972, 1975
- Итого: 2 трофея

 «Челси»
- Чемпион Второго дивизиона (1): 1983/84
- Итого: 1 трофей